# Cartilagine triticea
Le cartilagini triticee  sono due piccole cartilagini sesamoidi situate, sia a destra che a sinistra, superiormente alla membrana tiro-joidea, in prossimità dell'osso joide. A volte viene confusa per le cartilagine del Wrisberg, ovvero per la cartilagine cuneiforme.

## Diffusione
Alcuni studi hanno dimostrato che esse sono più diffuse nel sesso femminile rispetto a quello maschile, mentre nelle donne la sua presenza varia dal 16% arrivando sino al 66% negli uomini non supera il 15%, e per quanto riguarda l'etnia nell'africana è più presente rispetto a quella indiana.
Esse talvolta possono essere assenti.

## Funzione
Nonostante non si conosca con certezza il loro reale scopo, si ritiene che esse abbiano una funzione di rafforzamento della membrana tiroidea, per la precisione tireo-joidea.

## Esami
La cartilagine è soggetta ad una veloce ossificazione, per questo occorre fare attenzione durante eventuali  radiografie dove potrebbe essere confuso per un corpo estraneo.